# San Antero
San Antero – miasto w Kolumbii, w departamencie Córdoba.